# Брайтенау (Вестервальд)
Брайтенау (нем. Breitenau) — община в Германии, в земле Рейнланд-Пфальц.
Входит в состав района Вестервальд. Подчиняется управлению Рансбах-Баумбах. Население составляет 635 человек (на 31 декабря 2010 года). Занимает площадь 6,06 км².